# Гаус, Виктор Эйрихович
Виктор Эйрихович Гаус (род. 25 ноября 1964, Сечено, Тульская область) — советский и российский футболист, вратарь, российский футбольный тренер.

## Карьера футболиста
Будучи уроженцем Тульской области, в футбол начал играть в Куйбышеве. Его семья переехала сюда после перевода отца на новое место работы, связанное со строительством метрополитена.
Прошёл срочную службу в армии.
Начинал играть в ДЮСШ «Металл» (Куйбышев), потом занимался в СДЮШОР «Восход» (Куйбышев). Кумиром для него был вратарь «Крыльев Советов» Анатолий Блохин.
Играл за команды:
- 1986—1993 гг. «Крылья Советов» — Вторая и Первая лига СССР и Высшая лига России.
- 1994—1996 гг. «Лада» (Тольятти) — Высшая лига России.
- 1997 г. «Нефтехимик» — Первый дивизион.
- 1998—1999 гг. «Носта» Новотроицк — Второй дивизион.
  - 1999 — 1 место — выход в Первый дивизион.
- 2000—2002 гг. «Рубин» — Первый дивизион.
  - 2002 — 2 место — выход в Премьер-лигу.
- 2003 г. «Нефтяник» (Уфа) — Второй дивизион.
- 2003—2005 гг. «Носта» (Новотроицк) — Второй дивизион.

Карьера Гауса тесно связана с тренером Виктором Антиховичем, с которым был знаком ещё с СДЮШОР «Восход». Антихович был главным тренером пяти команд, в которых на тот момент играл Гаус, в трёх из них «Нефтехимик», «Носту» в 1998, и «Рубин» Гауса пригласил Антихович.

## Тренерская работа
Завершив карьеру футболиста, в «Носте» остался в клубе в должности тренера вратарей до июля 2009 года.
С августа 2009 по декабрь 2010 был тренером ФК «Тюмень».
С августа 2012 тренер вратарей молодёжного состава «Крыльев Советов». С 16 ноября 2012 по январь 2013 был и. о. тренера вратарей основной команды, сменил на этом посту Дмитрия Тяпушкина, одновременно продолжал работать с молодёжным составом. В январе 2013 его сменил в основной команде Юрий Шишкин, сам Гаус сосредоточился на работе с молодёжной командой.
Летом 2014 года, с назначением и. о. Владимира Кухлевского, уже Виктор Гаус сменил Юрия Шишкина на посту тренера вратарей в основной команде самарцев, а после вошёл в тренерский штаб бельгийского специалиста Франка Веркаутерена.
С июня по декабрь 2015 года работал в тренерском штабе Владимира Кухлевского, возглавлявшего футбольный клуб «Лада-Тольятти». После вернулся в «Крылья Советов», где работал в центре подготовки с детско-юношескими командами. В июле 2016 приступил к работе с молодёжным составом «Крыльев Советов». С июня 2017 года тренер вратарей фарм-клуба «Крылья Советов-2».

## Клубная статистика
| Выступление      | Выступление      | Выступление      | Лига | Лига | Кубок | Кубок | Итого | Итого |
| Клуб             | Лига             | Сезон            | Игры | Голы | Игры  | Голы  | Игры  | Голы  |
| ---------------- | ---------------- | ---------------- | ---- | ---- | ----- | ----- | ----- | ----- |
| Крылья Советов   | д3               | 1986             | 17   | -6   | 2     | -1    | 19    | -7    |
| Крылья Советов   | д2               | 1987             | 24   | -34  | 2     | -1    | 26    | -35   |
| Крылья Советов   | д3               | 1988             | 28   | -25  | 4     | -2    | 32    | -27   |
| Крылья Советов   | д3               | 1989             | 41   | -30  | 5     | -2    | 46    | -32   |
| Крылья Советов   | д3               | 1990             | 33   | -27  | 1     | -3    | 34    | -30   |
| Крылья Советов   | д3               | 1991             | 37   | -31  | 4     | -7    | 41    | -38   |
| Крылья Советов   | д1               | 1992             | 16   | -15  | 3     | -1    | 19    | -16   |
| Крылья Советов   | д1               | 1993             | 26   | -38  | 1     | 0     | 27    | -38   |
| Крылья Советов   | д1/д2            | 1993             | 4    | -7   | —     | —     | 4     | -7    |
| Крылья Советов   | Итого            | Итого            | 226  | -213 | 22    | -17   | 248   | -230  |
| Лада             | д1               | 1994             | 17   | -20  | —     | —     | 17    | -20   |
| Лада             | д2               | 1995             | 32   | -23  | 1     | -1    | 33    | -24   |
| Лада             | д1               | 1996             | 20   | -27  | —     | —     | 20    | -27   |
| Лада             | Итого            | Итого            | 69   | -70  | 1     | -1    | 70    | -71   |
| Нефтехимик       | д1               | 1997             | 22   | -31  | 3     | -3    | 25    | -34   |
| Нефтехимик       | Итого            | Итого            | 22   | -31  | 3     | -3    | 25    | -34   |
| Носта            | д3               | 1998             | 29   | -11  | 5     | -7    | 34    | -18   |
| Носта            | д3               | 1999             | 31   | -20  | 2     | -0    | 33    | -20   |
| Носта            | Итого            | Итого            | 60   | -31  | 7     | -7    | 67    | -38   |
| Рубин            | д2               | 2000             | 36   | -25  | —     | —     | 36    | -25   |
| Рубин            | д2               | 2001             | 25   | -35  | 2     | -2    | 27    | -37   |
| Рубин            | д2               | 2002             | 4    | -3   | 1     | -1    | 5     | -4    |
| Рубин            | Итого            | Итого            | 65   | -63  | 3     | -3    | 68    | -66   |
| Нефтяник         | д3               | 2003             | 11   | -10  | 1     | -2    | 12    | -12   |
| Нефтяник         | Итого            | Итого            | 11   | -10  | 1     | -2    | 12    | -12   |
| Всего за карьеру | Всего за карьеру | Всего за карьеру | 453  | -418 | 37    | -33   | 490   | -451  |